# World Games 2017/Teilnehmer (Kirgisistan)
| Gelbes Symbol für Goldmedaillen mit stilisierten Olympischen Ringen | Graues Symbol für Silbermedaillen mit stilisierten Olympischen Ringen | Braundes Symbol für Bronzemedaillen mit stilisierten Olympischen Ringen |
| ------------------------------------------------------------------- | --------------------------------------------------------------------- | ----------------------------------------------------------------------- |
| —                                                                   | —                                                                     | —                                                                       |

Kirgistan nahm in Breslau an den World Games 2017 teil. Die Delegation bestand aus 3 Athleten und einer Athletin.

## Teilnehmer nach Sportarten

### Tanzen
| Athleten                        | 1. Runde | 1. Runde    | 1. Runde | 1. Runde   | 1. Runde | Redance | Redance     | Redance | Redance    | Redance | Halbfinale | Halbfinale  | Halbfinale | Halbfinale | Halbfinale | Finale        | Finale        | Finale        | Finale        | Finale        | Rang |
| Athleten                        | Samba    | Cha Cha Cha | Rumba    | Paso Doble | Jive     | Samba   | Cha Cha Cha | Rumba   | Paso Doble | Jive    | Samba      | Cha Cha Cha | Rumba      | Paso Doble | Jive       | Samba         | Cha Cha Cha   | Rumba         | Paso Doble    | Jive          | Rang |
| ------------------------------- | -------- | ----------- | -------- | ---------- | -------- | ------- | ----------- | ------- | ---------- | ------- | ---------- | ----------- | ---------- | ---------- | ---------- | ------------- | ------------- | ------------- | ------------- | ------------- | ---- |
| Paar                            |          |             |          |            |          |         |             |         |            |         |            |             |            |            |            |               |               |               |               |               |      |
| Aleksei Kibkalo Tatiana Kogadei | 14       | 14          | 16       | 14         | 16       | 2       | 3           | 4       | 3          | 6       | 14         | 13          | 13         | 13         | 14         | ausgeschieden | ausgeschieden | ausgeschieden | ausgeschieden | ausgeschieden | 13   |

### Jiu Jitsu
| Männer                     |               |                                      |     |                    |       |               |               |               |               |               |               |               |
| Abdurahmanhaji Murtazaliev | 85 kg Ne-Waza | Haidar Haitham Abdelkarim Al-Rasheed | 2:4 | Abdulbari Guseinov | 0:100 | ausgeschieden | ausgeschieden | ausgeschieden | ausgeschieden | ausgeschieden | ausgeschieden | ausgeschieden |

### Kickboxen
| Männer           |            |                |     |               |               |               |               |               |               |               |
| Aleksei Fedoseev | K1 63,5 kg | Muhamet Deskaj | 1:2 | ausgeschieden | ausgeschieden | ausgeschieden | ausgeschieden | ausgeschieden | ausgeschieden | ausgeschieden |